# Socha svatého Jana Nepomuckého (Černožice, u čp. 20)
Socha svatého Jana Nepomuckého se nalézá v zahradě domu čp. 20 v Sehnoutkově ulici v obci Černožice v okrese Hradec Králové. Barokní pískovcová socha pocházející od neznámého autora z roku 1735 je chráněna od 23. listopadu 1994 jako kulturní památka ČR. Národní památkový ústav tuto sochu uvádí v katalogu památek pod rejstříkovým číslem ÚSKP 10190/6-5799.

## Popis
Pozdně barokní socha světce stojícího na mohutném konvexkonkávně tvarovaném podstavci s mohutným čtyřbokým, shora profilovaným soklem a s profilovanou římsou se nalézá v zahradě u domu čp. 20 v Sehnoutkově ulici. V čelní stěně podstavce je drobná, segmentem zaklenutá nika pro lucernu.
Barokní socha pochází z roku 1735 a představuje stojící postavu světce s pokrčenou pravou nohu, který oběma rukama svírá krucifix. Světec je v tradičním kanovnickém rouchu s biretem na hlavě, kolem které má svatozář s pěti hvězdami.